# نیازسنجی
نیازسنجی فرایندی است سازمان‌یافته، و نظام‌مند، برای مشخص کردن هدف‌ها، شناسایی شکاف میان وضع موجود و هدف‌ها، و سرانجام تعیین اولویت‌ها برای عمل و پیاده‌سازی راه‌حل‌هاست. همچنین آن را فرایند گردآوری و واکاوی اطلاعاتی تعریف کرده‌اند که به شناسایی نیازهای افراد، گروه‌ها، نهادها، جامعه محلی یا جامعه منتج می‌شود. به سخن ساده‌تر، نیازسنجی فرایند شناسایی نیازهای مهم و فراهم‌آوری راه‌های رفع آن نیازهاست.
نیازهای اطلاعاتی

## نیازسنجی در حوزه‌های گوناگون دانش

### کتابداری
در حوزه کتابداری، «نیاز سنجی»، تجزیه و تحلیل نیازهای اطلاعاتی جامعه کتابخانه و رفتارهای اطلاع‌یابی آنهاو تعیین نیازهای بالقوه و بالفعل و بر اساس وظایف و ماموریتهای خاص هر گروه و اهداف کتابخانه و سازمان مادر می‌باشد. برای سنجش نیازهای اطلاعاتی ابتدا گروه‌های مختلف جامعه کتابخانه به دقت شناسایی می‌شوند و سپس بر اساس نوع فعالیت‌ها، موضوع و وظایف خاص هر گروه و در نظر گرفتن کارهای جاری و طرحهای آینده آنها و نیز در نظر گرفتن مجموعه موجود کتابخانه، کمبودهای موجود شناسایی می‌شوند تا بر اساس آنها منابع جدید، شناسایی، انتخاب و به مجموعه اضافه گردند.
- نیاز سنجی روش‌های مختلفی دارد و هر کدام از این روش‌ها اطلاعات ویژه ای در اختیار کتابخانه قرار می‌دهد که می‌تواند در مجموعه سازی مورد استفاده قرار گیرد.[۲]